# Finsk gulbuk
Finsk gulbuk (Rhantus fennicus) är en skalbaggsart som beskrevs av Huldén 1982. Finsk gulbuk ingår i släktet Rhantus och familjen dykare. Enligt den finländska rödlistan är arten sårbar i Finland. Enligt den svenska rödlistan är arten nära hotad i Sverige. Arten förekommer i Övre Norrland. Artens livsmiljö är bäckar. Inga underarter finns listade i Catalogue of Life.